# 安心駅
安心駅（アンシムえき）は、大韓民国大邱広域市東区にある大邱交通公社1号線の駅である。駅番号は146。

## 駅構造
- 島式ホーム1面2線の地下駅。

## 駅周辺
- 大邱松亭小学校
- 安心3洞セマウル金庫
- 安心3洞派出所
- 大邱都市鉄道1号線安心車両事業所
- 中央身体検査所
- 大邱慶北兵務庁
- NH農協銀行東部支店
- 大邱尖端医療複合団地

## 駅名の由来
新羅末期に後百済の国の甄萱との間で起こった公山戦闘で敗れた王建がこの地に逃げ込み、やっと安心できたとされることに由来する。

## 歴史
- 1998年5月2日：終点として開業。
- 2003年2月18日：大邱地下鉄放火事件により営業休止。
- 2003年2月19日：営業再開。
- 2024年12月21日：当駅 - 河陽駅間が開業し、中間駅となる[2]。

## 隣の駅
大邱交通公社
●1号線
角山駅 (145) - 安心駅 (146) - 大邱韓医大病院駅 (147)